# 오크사프민어

오크사프민어(Oksapmin)는 파푸아뉴기니의 산다운 주에서 사용되는 트랜스뉴기니어족의 언어이다. 어족 내의 다른 언어들과 친족관계가 뚜렷하지 않은 어족 내 고립어로 간주된다. 주어-목적어-서술어 어순을 가진다.

## 음성학
오크사프민에는 7개의 모음 /i e ə a o ʊ u/과 하나의 이중모음 /ai/가 있다.
|        |          | 양순음 | 치조음 | 경구개음 | 연구개음 | 연구개음 |
|        | (원순음) | 양순음 | 치조음 | 경구개음 |          |          |
| ------ | -------- | ------ | ------ | -------- | -------- | -------- |
| 파열음 | 무성음   | p      | t      |          | k        | kʷ       |
| 파열음 | 유성음   | b      | d      |          | ɡ        | ɡʷ       |
| 마찰음 | 마찰음   |        | s      |          | x        | xʷ       |
| 비강음 | 비강음   | m      | n      |          | ŋ        | ŋʷ       |
| 탄음   | 탄음     |        | ɾ      |          |          |          |
| 접근음 | 접근음   |        |        | j        |          | w        |

오크사프민어에는 고/저의 두 성조가 있다.